# Placencia de Normandía
Placencia de Normandía, död efter 1088, var drottning av Navarra 1067–1076, gift med kung Sancho IV av Navarra.
Hennes föräldrar är okända. Efter sin makes avsättning 1076 förvisades hon från hovet. 
Det finns begränsad information om henne, men hon är känd från flera donationer. Hon nämns senast april 1088, då hon framträder som bekräftelse på en donation till klostret San Millán de la Cogolla, som hon gav många donationer under sin tid som drottning.